# (9231) Shimaken
(9231) Shimaken – planetoida z pasa głównego okrążająca Słońce w ciągu 3 lat i 62 dni w średniej odległości 2,16 j.a. Została odkryta 29 stycznia 1997 roku w obserwatorium Ōizumi przez Takao Kobayashiego. Nazwa planetoidy pochodzi od grupy badawczej Shimaken, zajmującej się sejsmologią. Przed nadaniem nazwy planetoida nosiła oznaczenie tymczasowe (9231) 1997 BB2.